# Earl Dew
Earl Dew, född 2 maj 1921 i Sac City i Iowa, död 2 februari 1941 i Tijuana i Baja California i Mexiko, var en amerikansk galoppjockey. Han hyllades som en av de mest lovande ryttarna i sin generation, då han avled efter en olycka i ett löp.

## Karriär
Earl Dew föddes i Sac City, Iowa, son till John Dew och Mable Hass. Hans far tävlade med hästar i mellanvästra USA, och Earl lärde sig tack vare sin far att rida i tidig ålder.
Han började sin proffskarriär som jockey 1937, och gjorde 1938 ett namn för sig själv, då han tävlade på banor som Sportsman's Park i Chicago. Senare samma år blev Dew den ryttarchampion på Fair Grounds Race Course i New Orleans. 1939 tävlade Dew flitigt på Santa Anita Park, Bay Meadows och Tanforan i Kalifornien, samt vid Agua Caliente Racetrack i Tijuana, Mexiko.

### Championåret 1940
1940 stred Dew tillsammans med 19-åriga jockeyn Walter Lee Taylor, om det nationella jockeychampionatet, i vad New York Times beskrev som "Transcontinental Struggle for American Championship". Med två dagar kvar tävlade Dew på Agua Caliente Racetrack i Tijuana, Mexiko och Taylor på Tropical Park Race Track i Coral Gables, Florida. Under den sista dagen erövrade Earl Dew titeln med 287 segrar, en mer än Taylor, som hade skadats i ett fall under samma dag.
Den 7 januari 1941 hedrades Dew med ceremonier i delstatshuvudstaden Des Moines. Den 2 februari 1941 tävlade Dew på Agua Caliente Racetrack. I det sjätte löpet var Dew inblandad i en allvarlig olycka, och avled på väg till sjuhuset av hjärnblödning, till följd av ett krossat skallben. Den 3 mars hölls en speciell ceremoni i hans minne i Santa Anita Park.